# Кемден Таун (група)
Група Кемден Таун (англ. Camden Town Group) — впливове об'єднання англійських художників-постімпресіоністів, що збиралися в художньому ательє Волтера Сікерта в період від 1911 до 1914 року, в лондонському районі Кемден.

## Історія
1908 року художній критик та мистецтвознавець Френк Раттер засновує Allied Artists Association (AAA), асоціацію художників, яка вважала себе незалежною від художніх груп, об'єднаних Королівською академією мистецтв і була англійською подобою паризького Салону Незалежних. Багато художників, які пізніше увійшли до групи Кемден Таун, виставляли свої роботи в Асоціації. Сама ж група Кемден Таун організувала виставку кубічного та футуристичного живопису.
Група Кемден Таун завжди налічувала 16 членів. Серед них слід назвати таких майстрів:
- Волтер Сікерт
- Гарольд Ґілман
- Спенсер Ґор
- Люсьєн Пісарро (старший син живописця Каміля Пісарро)
- Віндем Льюїс
- Волтер Баєс
- Джеймс Б. Менсон
- Роберт Беван
- Огастес Джон
- Генрі Лемб
- Шарль Жінне
- Джон Д. Тернер
- Малкольм Драммонд
- Дункан Грант
- Джеймс Діксон Іннес
- Вільям Раткліфф

Особливий вплив на творчість членів групи Кемден Таун справили роботи Ван Гога та Гогена. Значний інтерес як для мистецтвознавців, так і істориків становлять створені цими художниками картини з панорамами лондонських площ, парків, скверів та вулиць, театрів, мюзик-холів та кінотеатрів у періоди до та під час Першої світової війни.
Велика ретроспективна виставка робіт художників групи Кемден Таун відбулася 2008 року в лондонській картинній галереї Тейт.

## Галерея

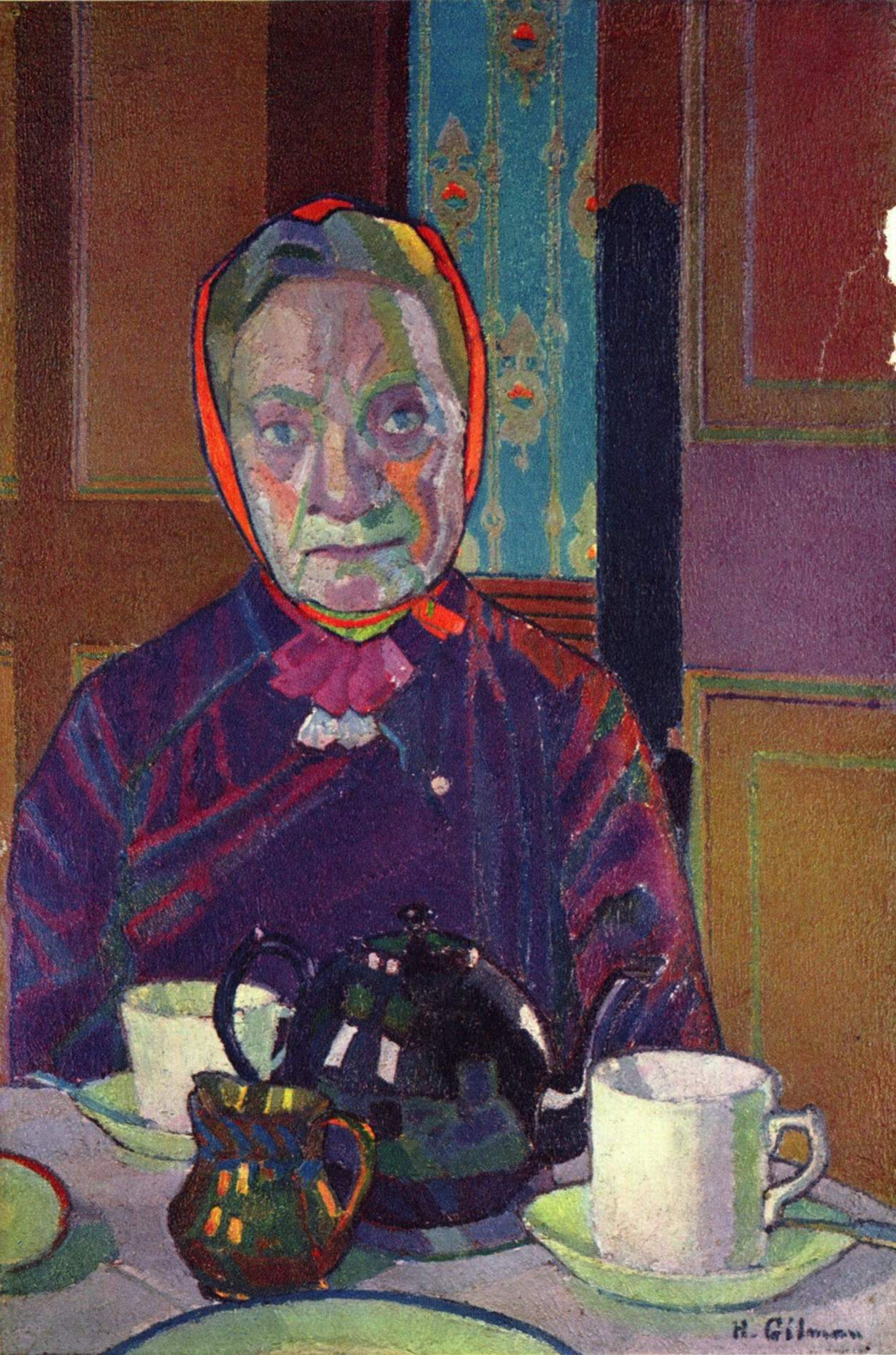
Г. Ґілман Місіс Мунтер за сніданком (1917)
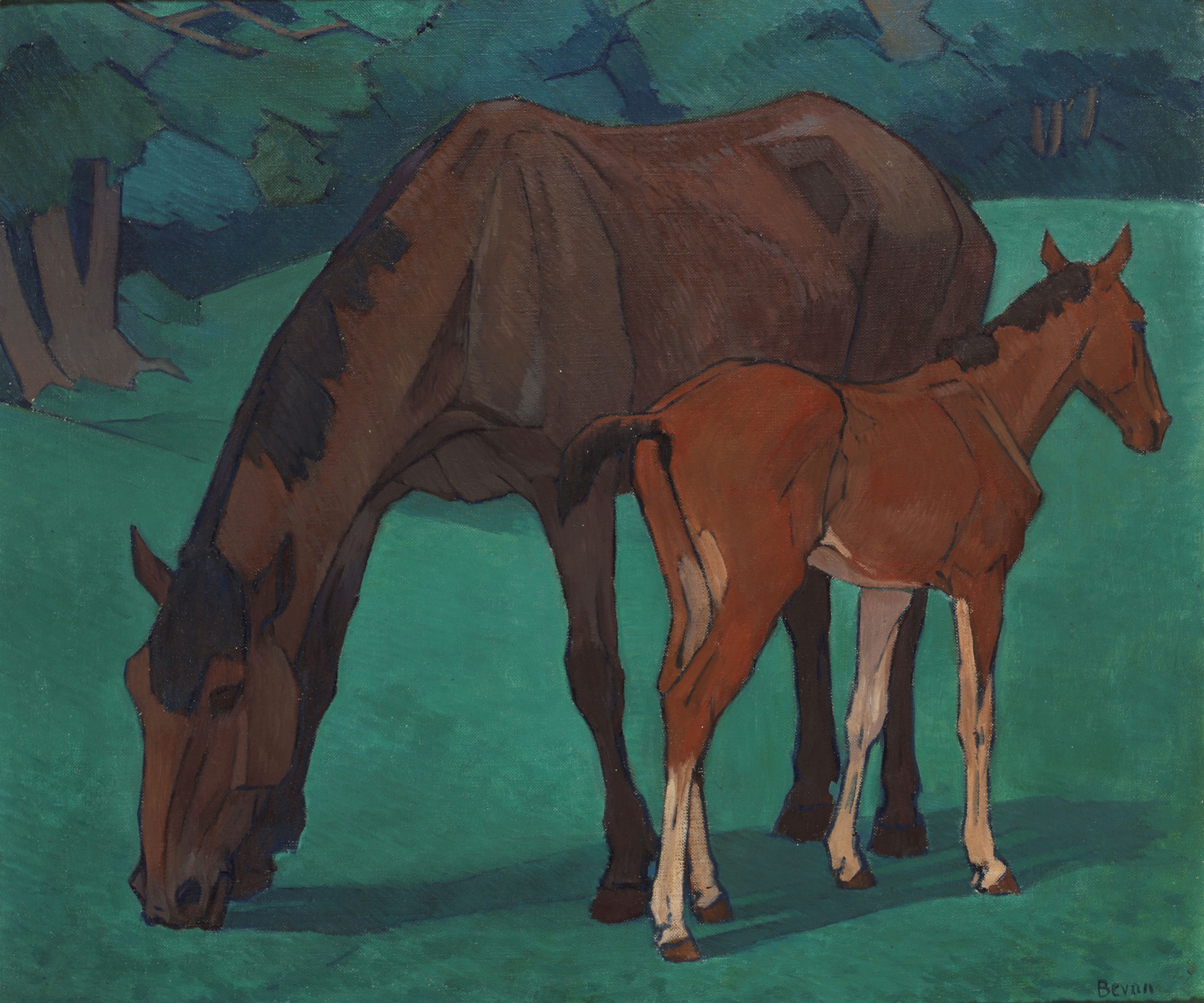
Р. Беван Кобила з лошам (1917)
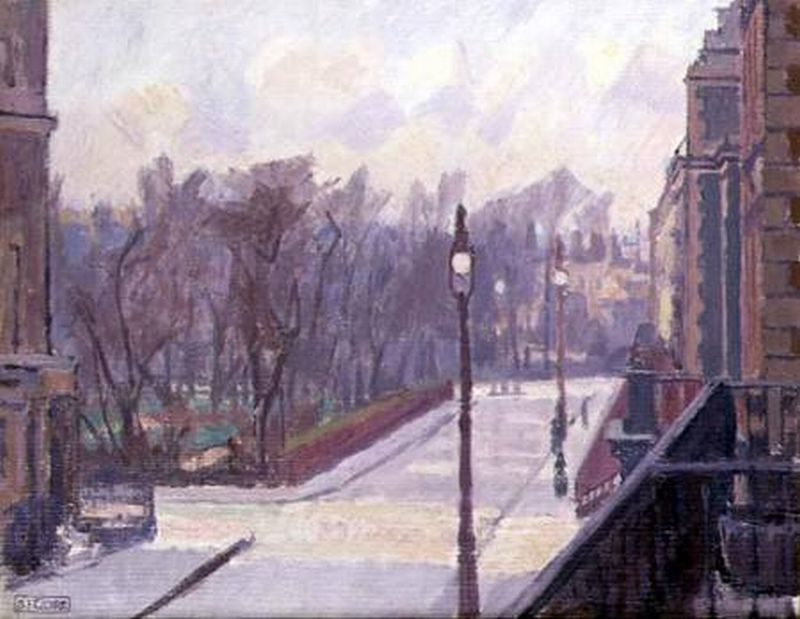
С. Гор Гартінгтон-Сквер